# Choeropotamidae
Choeropotamidae, також відомі як Haplobunodontidae — родина вимерлих ссавців, вимерлих травоїдних тварин, що належать до парнокопитних. Вони жили між нижнім/середнім еоценом і нижнім олігоценом (приблизно 48-30 мільйонів років тому), і їхні останки були знайдені в Європі та Африці.